# 苏巴海
苏巴海（？—1582年），又作速把亥、苏不害、速不亥、速卜亥、苏把亥、速不害、索博该卫征、达尔汉诺颜等，孛儿只斤氏，明末内喀尔喀巴林部首领。他是达延汗曾孙，和尔朔齐哈萨尔次子。
明嘉靖末年，他随父亲入据泰宁卫、福餘卫故地，故被明人视作泰宁卫酋长。当时其势力强盛，被图们扎萨克图汗任命为蒙古五执政理事之一，为喀尔喀部的代表。他和其弟炒花等同察哈尔部联合，攻击明开原、义州、锦州等地，曾屡次击败明军。后在李成梁总领辽东兵事时，其部被明军多次击败。1582年，他在镇夷堡之戰中（在今辽宁义县东北）被李成梁部参将李平胡射死。其妹夫花大将其尸首运回，埋葬于塔毋户渡。
据记载他育有四子，分别为卜言兔（伯彦务）、卜言把都儿（把兔儿）、卜言顾（卜言谷、卜谷）、勺里兔（召立兔）。